# Nyugati Baraj
A nyugati Baraj a Khmer Birodalom egykori fővárosát, Angkort és környékét ellátó hatalmas víztározómedence Kambodzsában. A kelet-nyugati tájolású, napjainkra részben kiszáradt baraj, a 11. század legelején I. Szurjavarman (1010 – 1050?) uralkodása idején épült. A  8 kilométer hosszú és 2,2 kilométer széles mesterséges tó az angkori terület legnagyobb víztározója volt. A nyugati- és a 120 évvel korábban épült keleti Baraj víztartaléka segítségével a parasztok az aszályos időszak hónapjaiban is zavartalanul öntözhették a rizsföldeket és évente háromszor arathattak. A bőséges termés hozzájárult a királyság társadalmi megerősödéséhez és gazdasági felvirágzásához. A nyugati baraj közepén, mesterséges szigeten áll a nyugati Mebon.